# PB-22
PB-22是一种狡詐家藥物，化学式为C23H22N2O2，它在网络上作为大麻模拟剂供应，并在2013年于日本的合成大麻产品被发现。PB-22在其吲哚环的3号位有酯基，可以被视作一类具有独特结构的合成大麻素。它在2014年于新西兰、同年于美国管控。